# Абердин (Вашингтон)
Аберди́н (англ. Aberdeen [ˈæbərdiːn]) — город в округе Грэйс-Харбор, штат Вашингтон, Соединённые Штаты Америки. Абердин был основан Сэмьюелем Бенном в 1884 году, но официальный статус города получил только 12 мая 1890 года. Город является экономическим центром округа Грэйс Харбор. Его окружают небольшие пригороды Хокьюм и Космополис (Вашингтон). Абердин иногда называют «воротами к Олимпику», также он известен как родина популярного рок-музыканта Курта Кобейна. В 2008 году город насчитывал около 16 тысяч жителей.
Своё название город получил за то, что фабрика по производству рыбных консервов, вокруг которой развивалось поселение первых жителей, располагалась у устья двух рек, точно как консервная фабрика в шотландском городе Абердине.

## Известные уроженцы города

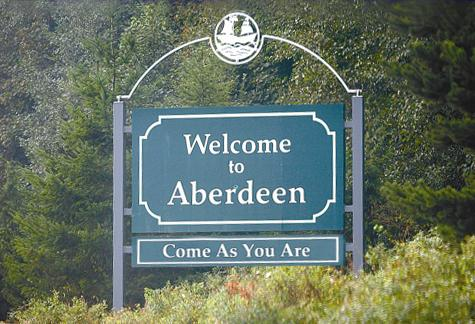
Табличка при въезде в город, установленная в честь песни «Come As You Are» группы Nirvana

- Браун, Триша — танцовщица и балетмейстер
- Курт Кобейн — музыкант, фронтмен группы "Nirvana"
- Кровер, Дейл — музыкант
- Мазервелл, Роберт — художник
- Ошеров, Дуглас — физик, лауреат Нобелевской премии
- Нортон, Питер — предприниматель, программист
- Брайан Дэниелсон — рестлер

## География и климат
В городе преобладает влажный морской климат c мягкой зимой и прохладным летом.
| Показатель                                             | Янв.  | Фев.  | Март  | Апр.  | Май  | Июнь | Июль | Авг. | Сен. | Окт.  | Нояб. | Дек.  |
| ------------------------------------------------------ | ----- | ----- | ----- | ----- | ---- | ---- | ---- | ---- | ---- | ----- | ----- | ----- |
| Средний суточный максимум, °C                          | 8     | 10    | 12    | 14    | 16   | 18   | 20   | 21   | 21   | 16    | 11    | 8     |
| Средняя температура, °C                                | 5     | 6     | 8     | 9     | 12   | 14   | 16   | 17   | 16   | 12    | 8     | 6     |
| Средний суточный минимум, °C                           | 2     | 3     | 3     | 5     | 8    | 10   | 12   | 12   | 10   | 7     | 4     | 2     |
| Норма осадков, мм                                      | 318,3 | 268,5 | 230,6 | 157,0 | 95,0 | 66,5 | 37,6 | 43,2 | 79,2 | 177,3 | 321,1 | 332,0 |
| Источник: The Weather Channel Interactive (weater.com) |       |       |       |       |      |      |      |      |      |       |       |       |